# Piteå (stad)
Piteå (in plaatselijk dialect Pite) is een Zweedse havenstad aan het noorden van de Botnische Golf. Piteå ligt zelf niet aan de golf, maar enigszins in het binnenland. Het wordt door de Pitsundet verbonden met de zee. Piteå is het bestuurscentrum van de gelijknamige gemeente en is daarvan ook de plaats met de meeste inwoners. Piteå ligt aan de monding van twee rivieren, de Pite älv en de Kleine Piterivier.

## Geschiedenis
Piteå was waarschijnlijk al in de 11e eeuw een bewoond dorpje, maar wordt voor het eerst in 1335 in de annalen genoemd. Verdere ontwikkeling vond plaats toen in de 15e eeuw de kerk van Öjebyn, nu een van de noordelijkste wijken, werd voltooid en dat parochianen aantrok. In 1620 waren er zo'n 44 inwoners. Een jaar later, 12 mei 1621, kreeg Piteå stadsrechten van koning Gustaaf II Adolf van Zweden. Die stadsrechten werden voornamelijk gegeven om de handel in het gebied te stimuleren. Piteå heeft een groot achterland, en transport daarnaartoe en daarvandaan is moeilijk. In 1666 werd de stad getroffen door een grote brand (de meeste huizen waren van hout). Tevens moest geconstateerd worden dat door de postglaciale opheffing de monding van de rivier te ondiep werd voor toekomstige ontwikkeling als haven. Vandaar werd besloten een nieuwe stad te bouwen, verder naar de zuidwesten, op het voormalige eiland Häggholmen. Een gelijke ontwikkeling gold voor Luleå.

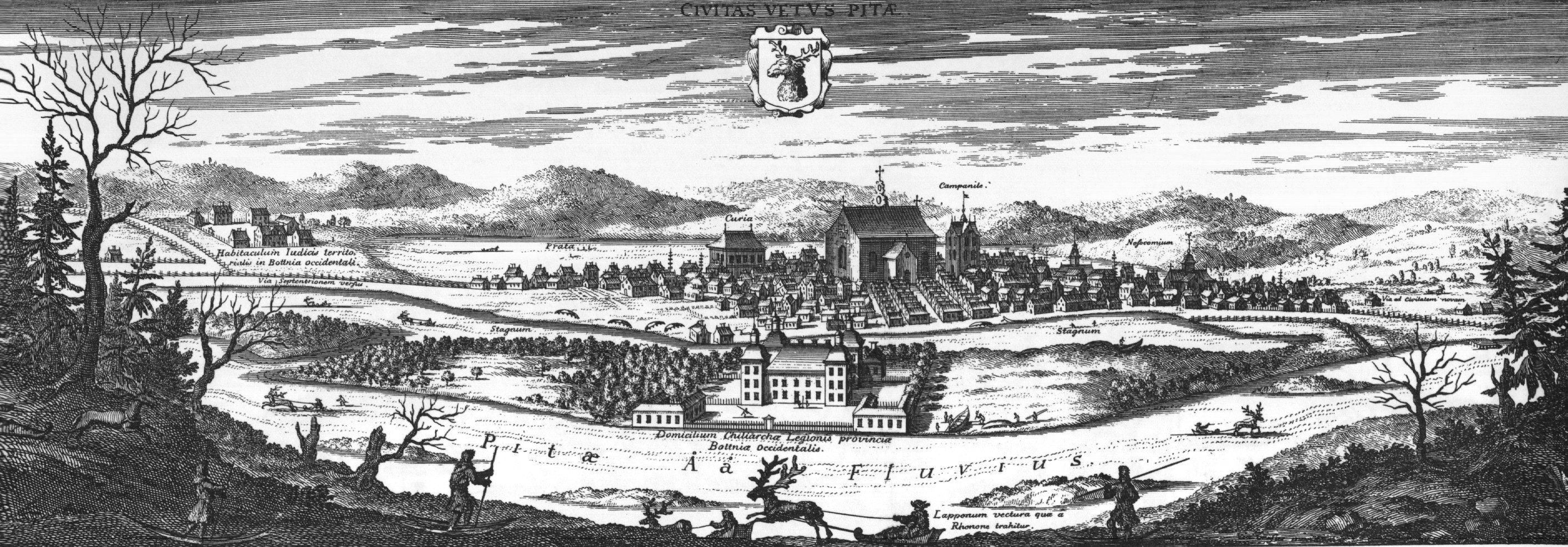
Oud Piteå

De stad werd net zoals vele plaatsen in die tijd op moderne basis gebouwd. Een hoofdstraat in het midden met zijstraten links en rechts, vergelijkbaar met hoe de Nederlanders de Beemster inrichtten. De Sundsgatån vormt nog steeds de hoofdstraat dwars door het stadje. Het stadshart wordt ook nu nog gevormd door een vierkant plein, met daaromheen de vier oudste woonwijken. Het is ook de plaats waar de spoorverbinding naar het stadje eindigt. Het is vergelijkbaar met het stadshart van Uppsala.
De kerk werd gebouwd in 1684-1686 volgens Fins ontwerp. Toen in 1721 de Russen de stad platbrandden, bleef de kerk als een van de weinige gebouwen gespaard. Het stadje maakte na de herbouw een ontwikkeling door vanwege de industrialisatie van geheel Zweden: men zat te springen om hout als brandstof. Deze grondstof was in dit gebied volop aanwezig. Men ontwikkelde de stad, maar in 1809 werden delen van de stad opnieuw vernietigd toen de Russen er huishielden. Vanaf 1810 werd het rustig rond de stad en ontwikkelde het zich met haar ongeveer 900 inwoners tot een bestuurscentrum voor de regio; het werd tot 1856 de hoofdstad van het Zweeds landschap Norrbotten. Rond 1900 had Piteå ongeveer 2500 inwoners. Dat aantal nam toe toen in 1911 de spoorlijn vanaf Älvsbyn het stadje bereikte. Tegelijkertijd trad een nieuw verschijnsel op: urbanisatie. De bevolking trok vanuit het achterland naar de kust. De vraag naar arbeiders groeide door de hout- en papierindustrie. De keus destijds om het dorp te verplaatsen bleek een goede te zijn geweest. De zuidpunt van Häggholmen is geschikt voor de aanleg van een groot havengebied.
Alhoewel de hout-, pulp- en papierindustrie bleven, ontwikkelde Piteå zich in de laatste jaren van de 20e eeuw voornamelijk als automatiseringsstad, een ontwikkeling die gelijk loopt met Kalix.

## Cultuur
Rond Piteå wordt een dialect gesproken, het Pitemål, dat nog deels is gebaseerd is op oud-Zweeds. Een officieel woordenboek is beschikbaar.
Voor het culinaire gedeelte, een traditioneel gerecht met aardappel, bloem en varkensvlees is genoemd naar het dorp, Pitepalt is bekend in geheel Zweden. In Piteå staat een opleidingscentrum om het gerecht te behouden en te ontwikkelen.
Men ontwikkelt het stadje meer en meer op toeristisch gebied, met name als verblijfplaats voor en vertrekplaats naar het natuurschoon in het achterland, maar ook de Pite-archipel. Piteå heeft een eigen jachthaven. Er worden diverse festivals georganiseerd om toeristen te trekken, maar ook om de bevolking te behouden. De gehele provincie Norrbottens län heeft te maken met een krimpende bevolking.
Voor onderwijs heeft Piteå een van de weinige muziekscholen in de omgeving en men heeft een dependance van zowel de Universiteit van Umeå als de Technische Universiteit van Luleå. Piteå is tevens het sportcentrum een heeft enkele plaatselijk bekende ijshockeyers voortgebracht, waarvan Thomas Holmström het tot de NHL heeft gebracht.

## Verkeer

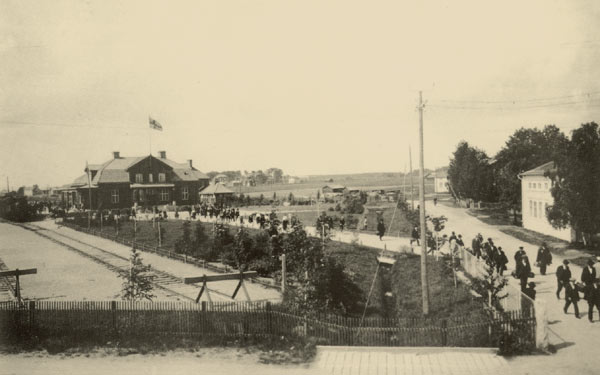
Station Piteå

De Europese weg 4 loopt net ten westen van het centrum van de stad, in het zuiden sluit daar de Länsväg 373, dieper Lapland in en in het oosten de Länsväg 374. Er rijden nog dagelijks treinen naar en van Älvsbyn, maar vanaf 1972 alleen nog voor goederen, van waaruit het aangesloten is op het Zweedse spoornet. Goederenverkeer per spoor naar de buitenhaven loopt over het eiland Pitholmen en Sör Haraholmen, via de spoorlijn Älvsbyn - Piteå. Personenvervoer is pas mogelijk vanaf Älvsbyn.
Een paar kilometer ten noordwesten van Piteå ligt Piteå Vliegveld voor kleine vliegtuigen. Voor het echte vliegverkeer moet men naar Luleå Airport bij Kallax, 40 kilometer noordwaarts.

## Geboren
- Nicolaus Olai Bothniensis (ca. 1500-1600), aartsbisschop
- Daniel Solander (1733-1782), botanicus
- Anders Isaksson (1943-2009), journalist, schrijver en historicus
- Liza Marklund (1962), schrijfster
- Peter Mattei (1965), zanger

Bestuurscentrum: Piteå
Tätort: Bergsviken · Blåsmark · Böle · Hemmingsmark · Hortlax · Jävre · Lillpite · Norrfjärden · Roknäs · Rosvik · Sikfors · Sjulsmark · Svensbyn. 
Småort: Arnemark · Bertnäs · Bertnäs · Edet  · Grundvik · Holmträsk · Koler · Kopparnäs · Långträsk · Maran en Skatan · Näsudden en Berget · Nybyn · Ön · Pålberget · Pite havsbad · Storsund · Svedjan en Träsket · Liden · (Yttrefjärd östra strandbad)
Overig: Borgfors · Flötuträsk · Granträskmark · Gråträsk · Högsböle · Högsböleskiftet · (Infjärden) · Jävrebodarna · Klubbfors · Kvarnbäcken · Långnäs · Munksund · Pitsund · Sjulnäs